# 人文社会科学研究科
人文社会科学研究科（じんぶんしゃかいかがくけんきゅうか、英称：The Graduate School of Humanities and Social Sciences）は、日本の大学院研究科のうち、人文科学と社会科学の双方を取り上げたいわゆる学際域に関する高度な教育・研究を行う機構（研究大学院）の1つである。
人文科学分野からは文学研究科、人文科学研究科、人間科学研究科など、社会科学分野からは、社会学研究科、心理学研究科と言った名称の研究科とも研究分野は重なることが多い。また、研究科によっては、法学、政治学、経済学、経営学、国際関係学などを研究分野とすることも見受けられる。

## 概要
主に、人文社会科学部の上位に連続した形で設置され、博士前期課程（修士課程）および博士後期課程（博士課程）あるいはそれに相当する課程で構成される。学位の名称は、研究分野が多岐に広がるため研究科名称を記す事は少なく（例：修士課程学位「修士（人文社会科学）」、博士課程学位「博士（人文社会科学）」と必ずしもならない。）学際分野を修める学位名として「修士（学術）」・「博士（学術）」が上げられる。あるいは、専攻する研究分野・領域や相当する分野名を付記した学位となる。

## 人文社会科学研究科を置く大学
- 弘前大学
- 岩手大学
- 筑波大学
- 千葉大学
- 埼玉大学
- 静岡大学
- 三重大学
- 島根大学
- 鹿児島大学
- 琉球大学

## 人文社会科学研究科と類似する研究科名称
- 東京大学 人文社会系研究科
- 広島大学 人間社会科学研究科
- 岡山大学 社会文化科学研究科
- 熊本大学 社会文化科学研究科

## 人文社会科学を専攻できる他の研究科名称
- 高知大学 総合人間自然科学研究科 人文社会科学専攻